# Meranges
Meranges är en kommun i Spanien.   Den ligger i provinsen Província de Girona och regionen Katalonien, i den nordöstra delen av landet, 500 km öster om huvudstaden Madrid. Arean är 37 kvadratkilometer. Meranges gränsar till Ger, Bellver de Cerdanya, Lles de Cerdanya och Porta. 
Terrängen i Meranges är huvudsakligen kuperad, men västerut är den bergig.